# СПБУ Сиваш
СПБУ «Сиваш» — самопідіймальна бурова установка, служба якої пов’язана з роботами у Чорному морі, передусім в українському секторі. 

## Загальні відомості
СПБУ «Сиваш» стала третьою серед споруджених по розробленому севастопольським ЦКБ «Коралл» проекту 1540 (також відомий як тип «Баки» або тип 6000/60). Будівництво установки здійснювалось на астраханському заводі «Красные баррикады» із добудовою у Миколаєві на Чорноморському суднобудівному заводі. Завершення судна припало на 1979 рік (втім, поряд з цим навіть у офіційних документах можливо зустріти дату 1969 рік). 
За своїм архітектурно-конструктивним типом судно відноситься до самопідіймальних (jack-up) і має чотири опори. СПБУ "Сиваш" може працювати в районах з глибинами від 20 до 70 метрів та бурити свердловини глибиною 6 км. Для проведення бурових робіт судно має займати місце над устям свердловини (slot type). 
Силова установка СПБУ «Сиваш» базується на 4 основних дизель-генераторах ДГР 1000/750 номінальною потужністю по 1 МВт (максимальна потужність 1,1 МВт), крім того, існує 2 допоміжні дизель-генератори ДТР 150/750 номінальною потужністю по 0,15 МВт (максимальна 0,165 МВт). Також на борту розміщена котельна установка із двох котлів КАВ 2,5/7 продуктивністю по 2,5 тон пари на годину та двох котлів-утилізаторів КУП 80.
СПБУ «Сиваш» приймає на борт 2340 тон різних запасів, що відповідає автономній роботі протягом 30 діб. 
Судно є несамохідним, тому пересування до місця виконання робіт повинне здійснюватись шляхом буксирування.
На борту забезпечуються умови для розміщення екіпажу та однієї бурової вахти – до 60 осіб.
СПБУ «Сиваш» має майданчик для гелікоптерів розмірами 25х25 метрів, призначений для прийому машин вагою до 12,8 тон.

## Служба судна
СПБУ «Сиваш» розпочала перші бурові роботи у серпні 1979 року. До грудня 1987-го установка пробурила 24 свердловини довжиною від 800 до 4000 метрів, а станом на осінь 2012 року в її послужному списку рахувалось 84 свердловини загальною довжиною 161 тисяч метрів.
Щодо окремих проектів, у яких брала участь установка, відоме наступне:
- СПБУ «Сиваш» здійснювала спорудження видобувних свердловин на Голіцинському газовому родовищі, відкритому в середині 1970-х шляхом буріння з стаціонарної платформи та введеному в експлуатацію у 1983-му;
- до кінця 1980-х у північно-західній частині Чорного моря виявили ще 6 газових та газоконденсатних родовищ – Шмідтівське (1979), Південноголіцинське (1981), Кримське (1981), Штормове (відкрите у 1983, всього з 1981 по 1994 СПБУ «Сиваш» пробурила тут 6 розвідувальних свердловин[8]), Архангельське (1988), Одеське (1987);
- у північно-західній частині Чорного моря провадилось невдале розвідувальне буріння на 13 структурах, при цьому лише щодо структури Каркінітська відомо про здійснення робіт зі стаціонарної платформи;
- в 1980-х роках СПБУ «Сиваш» задіяли для проведення розвідки у болгарському секторі Чорного моря. Спершу у 1983 – 1985 роках установка провела кампанію зі спорудження інженерно-геологічних свердловин, які бурились на цілому ряді структур при глибинах моря до 62 метрів та мали за мету розкрити лише самий верхній пласт відкладень – глибина стовбура свердловин не перевищувала 60 метрів.[9] Далі в 1986-му СПБУ «Сиваш» спорудила свердловину Samotino More-1[10], яку заклали за кілька десятків кілометрів на південний схід від Варни у районі з глибиною моря 50 метрів. Свердловина досягнула глибини у 3648 метрів та виявила некомерційний приплив газоконденсату. Нарешті, в 1987-му установка пробурила неподалік в районі з глибиною моря 40 метрів розвідувальну свердловину Samotino Iztok-1, яка досягла глибини у 3400 метрів і також отримала лише газопрояви[11];
- в 2001 році з СПБУ «Сиваш» пробурили дві свердловини на структурі «Олімпійська», результатом чого стало виявлення газопроявів (можливо відзначити, що в  подальшому за рішенням міжнародного арбітражу ця структура опинилась у румунській економічній зоні);
- взимку 2003 року СПБУ «Сиваш» спорудило у болгарському секторі ще одну розвідувальну свердловину Bogdanov North, яка досягнула глибини у 1036 метрів та не виявила вуглеводнів[12];
- навесні 2003 року повідомлялось, що невдовзі СПБУ «Сиваш» розпочне у Азовському морі експлуатаційне буріння на Північно-Булганакському родовищі (введене розробку у 2004 році із однією свердловиною). У травні 2003-го «Сиваш» дійсно узялось за роботи на Азові[13];
- в 2004 – 2010 роках на структурі Субботіна (прикерченська ділянка шельфу) спорудили одну параметричну та 3 розвідувальні свердловини. Відносно участі СПБУ «Сиваш» у цій кампанії достеменно відомо, що у 2007-му саме ця установка спорудила розвідувальну свердловину № 1, яка досягнула глибини у 3140 метрів та підтвердила відкриття першого офшорного нафтового родовища України, а протягом березня – грудня 2010-го пробурила розвідувальну свердловину № 3 проектною глибиною 3100 метрів (відносно параметричної свердловини можливо зауважити, що вона бурилась в 2004 – січні 2006, при цьому інша українська самопідіймальна установка «Таврида» в першій половині 2005-го здійснювала буріння свердловини на Штормовому газоконденсатному родовищі[14][15]). Також восени 2007-го СПБУ «Сиваш» пробурило в районі родовища інженерно-геологічну свердловину глибиною 78 метрів, метою якої було отримання інформації для проектування майбутньої видобувної платформи;
- в 2008 році у російському секторі Азовського моря за півтора десятки від Темрюка СПБУ «Сиваш» спорудила на замовлення російської компанії "Приазовнефть" (спільне підприємство "Роснефть" і "Лукойл") пошуково-оціночну свердловину «Геленджикская-1»[16];
- з грудня 2011 по червень 2012 року СПБУ «Сиваш» спорудила дві експлуатаційні свердловини на Штормовому газоконденсатному родовищі[8][17];
- у жовтні 2012 року після проходження ремонту СПБУ «Сиваш» узялась за буріння на Штормовому родовищі свердловини № 44. Для установки саме ця свердловина стала 85-ю у її кар’єрі[18]. У квітні 2013-го повідомлялось, що «Сиваш» завершила роботи на Штормовому.

## Російсько-українська війна
В 2014 році «Чорноморнафтогаз» втратив контроль над СПБУ «Сиваш» унаслідок анексії Криму 2014 року. Як засвідчують дані геоінформаційних систем, станом на грудень 2021-го транспондер установки знаходився в районі Голіцинського родовища.
11 вересня 2023 року, СПБУ «Сиваш» було повернуто під контроль України внаслідок вдалої роботи ГУР.